# Nesthorn
Nesthorn – szczyt w Alpach Berneńskich, części Alp Zachodnich. Leży w Szwajcarii w kantonie Valais. Należy do głównego łańcucha Alp Berneńskich. Można go zdobyć ze schroniska Baltschiederklause (2783 m) lub Oberaletschhütten (2640 m).
Pierwszego wejścia dokonali B. George, H. Mortimer, Ulrich i Christian Almer 18 września 1875 r.